# جانسون سیتی (تگزاس)
جانسون سیتی، تگزاس (به انگلیسی: Johnson City, Texas) شهری در ایالت تگزاس از ایالات جنوبی ایالات متحده آمریکا است. در سرشماری سال ۲۰۰۰ میلادی، جمعیت این شهر ۱٬۱۹۱ نفر اعلام شد. این شهر محل تولد لیندون بینز جانسون است. پارک تاریخی ملی لیندون بی. جانسون در اطراف این شهر است.